# 幻冬舎ルネッサンス新書
幻冬舎ルネッサンス新書（げんとうしゃルネッサンスしんしょ）は、幻冬舎グループの個人出版部門を担う株式会社幻冬舎メディアコンサルティング（かつては株式会社幻冬舎ルネッサンス新社）が出版するオリジナル新書レーベル。ブックデザインは矢沢永吉や尾崎豊など一流アーティストのジャケットをデザインした田島照久が担当。
『幻冬舎新書』とその姉妹レーベル『幻冬舎新書ゴールド』が黄色を基調としているのに対し、幻冬舎ルネッサンス新書は明るい黄緑色を基調としている。
また、書籍毎に違うカバーデザインをあしらった新書も存在する。

## 仕様
- 仕上がり寸法はおよそ107×173mm。
- カバーは黄緑色に黒字のデザイン、表紙に狼のマークが入っているのが特徴[3]。
- 表紙左上、背表紙には幻冬舎ルネッサンス新書のロゴが表記されている。

## ベストセラー
- 『ゴルフの品格』（神田恵介・著）
- 『この世に命を授かりもうして』（酒井雄哉・著）
- 『医師がすすめる50歳からの肉体改造』（川村昌嗣・著）
- 『60歳からの暮らしの処方箋』（西和彦・著）

## 主な重版実績
- 『発達障害を乗りこえる』（竹内吉和・著）
- 『インターネットが壊した「こころ」と「言葉」』（森田幸孝・著）
- 『中国が沖縄を奪う日』（惠隆之介・著）
- 『孤独死のすすめ』（新谷忠彦・著）
- 『TPPの罠』（今村洋史・著）
- 『派遣新時代 〜派遣が変わる、派遣が変える〜』（出井智将・著）
- 『年寄りは集まって住め ~幸福長寿の新・方程式』（川口雅裕・著）